# رئیس‌جمهور منتخب

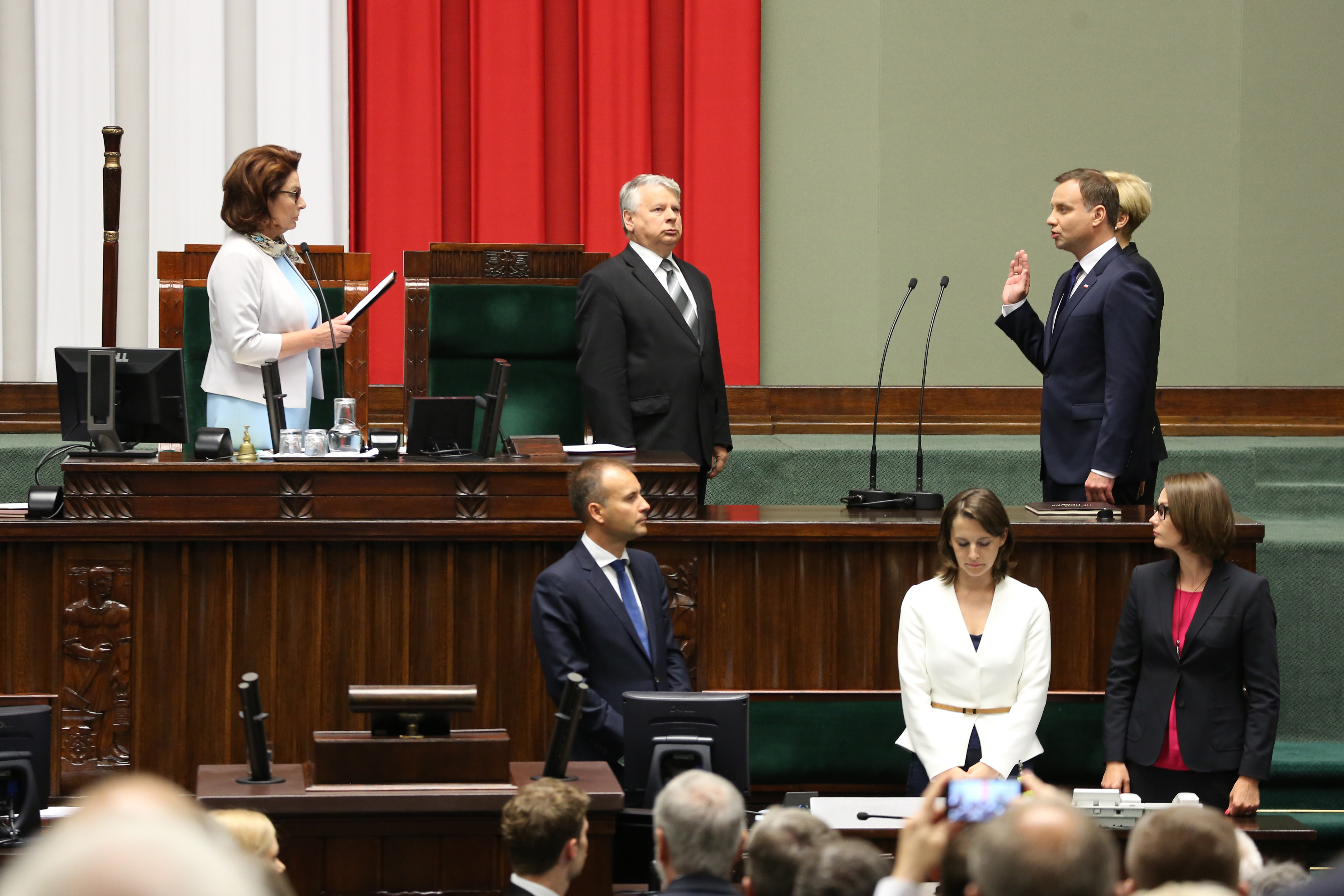
آندژی دودا، رئیس‌جمهور منتخب لهستان در سال ۲٠۱۵ میلادی، درحال ادای سوگند ریاست‌جمهوری در برابر مجلس ملی

رئیس‌جمهور منتخب یا رئیس‌جمهور برگزیده نامزدی است که در آخرین انتخابات ریاست جمهوری کشوری رای آورده، اما هنوز برای در دست گرفتن قدرت اجرایی کشور سوگند یاد نکرده بنابراین قدرت اجرایی نیز در دست ندارد. رئیس‌جمهور منتخب گرچه طبق قانون با تکمیل مراحل رئیس جمهور بعدی کشور محسوب می‌گردد، هنوز عملاً و قانوناً به‌طور کامل این مقام اجرایی را احراز نکرده‌است.
در نظام جمهوری اسلامی ایران، احراز پست ریاست‌جمهوری پیش از سوگند خوردن، نیازمند تنفیذ حکم ریاست جمهوری توسط ولی فقیه است[1]¬ و سپس در مجلس شورای اسلامی، با حضور مسئولان و مهمانان داخلی و خارجی، مراسم تحلیف برگزار خواهد شد.

## مقالات مرتبط
- تنفیذ حکم ریاست‌جمهوری در ایران